# Centro Internacional de Bogotá

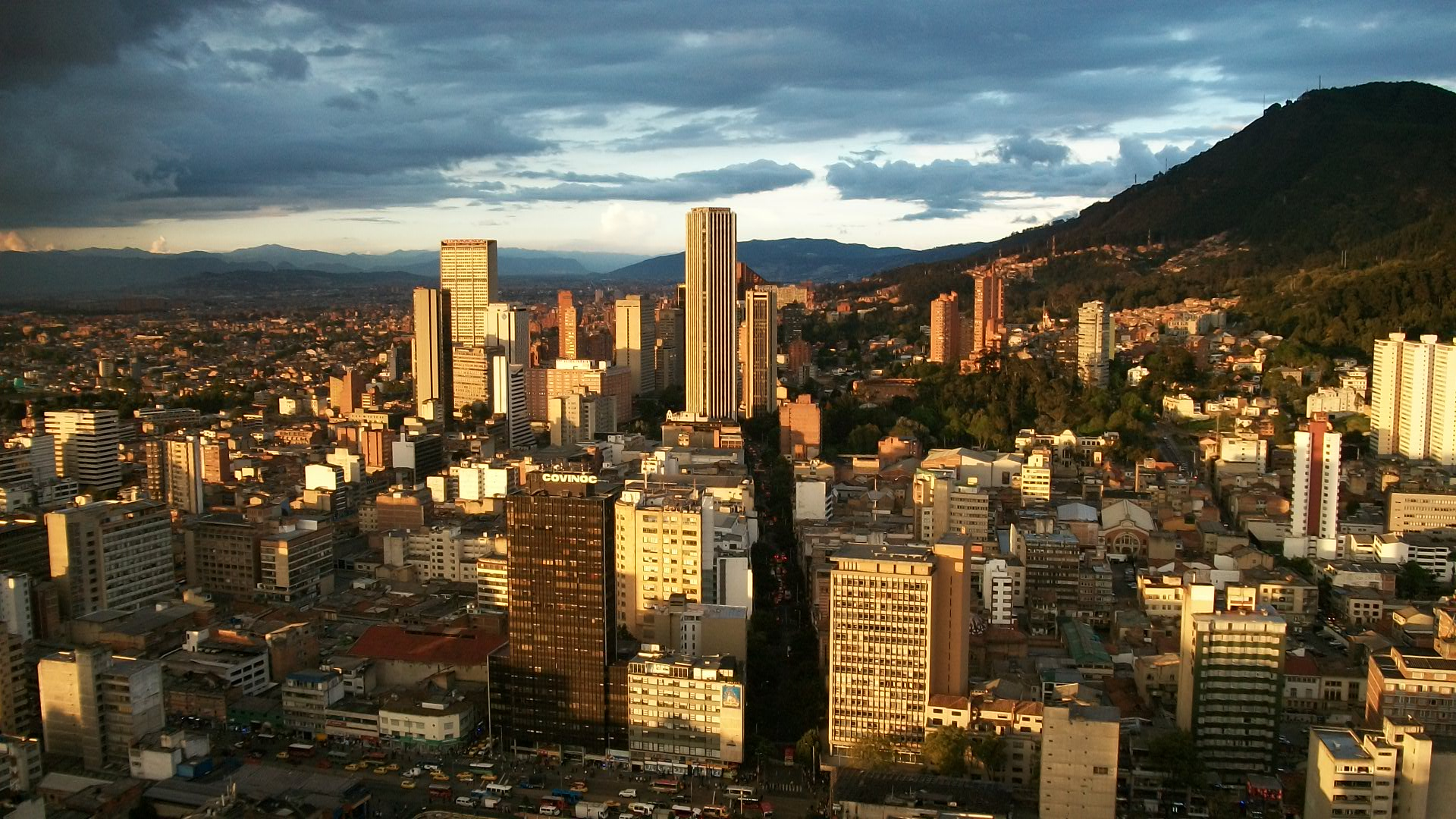
Vista del CIB desde la Torre de Avianca.

El Centro Internacional de Bogotá (CIB) es un sector del centro de Bogotá, en donde se localizan varios de los edificios más altos de la ciudad y del país, mayormente destinados a oficinas, adyacentes a múltiples plazas y áreas peatonales. Se encuentra entre las calles 26 y 39 y la carrera Séptima y la avenida Caracas, en los barrios San Diego y San Martín. Constituyó con el paso del tiempo el primer sector financiero de la ciudad. Se encuentra en el Centro Expandido de Bogotá y lo define principalmente la Torre Colpatria, las Torres Atrio, el Centro Internacional Tequendama y el Centro de Comercio Internacional.

## Historia
Durante la colonia este sector estuvo ocupado por cultivos y haciendas, aunque era importante ya que allí estaba ubicada una de la salidas de la ciudad, el camino de Tunja. De esta época data la iglesia o recoleta de San Diego.

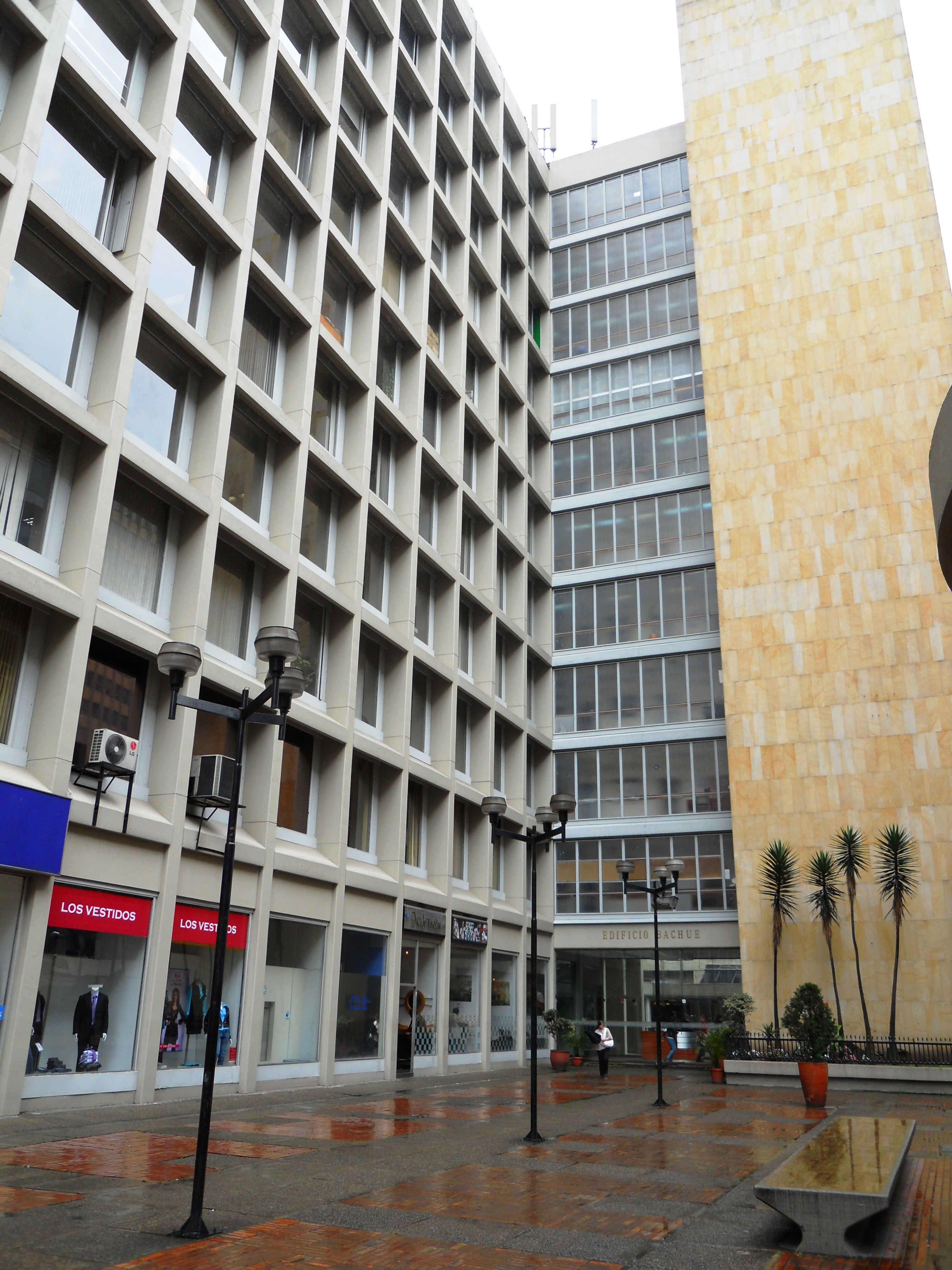
Edificio Bachué del Centro Internacional.

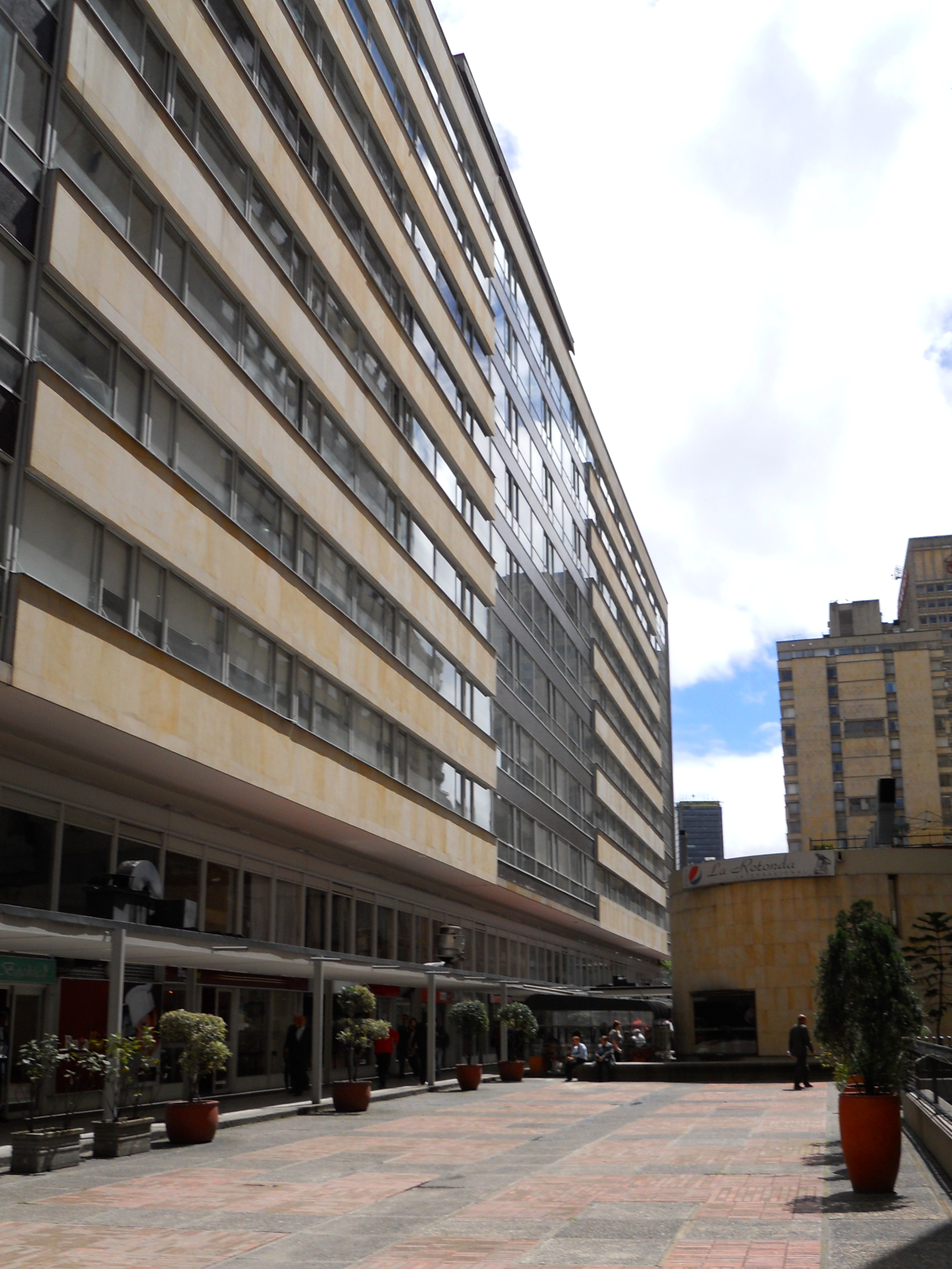
Centro Internacional Tequendama a la altura de la Carrera Décima.

Durante la época republicana (finales del siglo XIX y comienzos del siglo XX) el área en que actualmente se asienta el Centro Internacional fue un sector residencial e industrial con escasos establecimientos comerciales, ubicado en la entonces periferia de la ciudad. Se destaca que estaba ubicada en esta área la antigua fábrica de Bavaria, la cual actualmente es un parque. Este sector fue notablemente devastado durante el Bogotazo, ya que muchas propiedades fueron destruidas, generando predios baldíos que no fueron ocupados por varios años.
A raíz de esto, las familias que habitaban la zona emigraron hacia nuevos barrios creados más al norte, con lo cual el sector fue decayendo, especialmente durante los años 1950. Los factores clave para el comienzo de la transformación del sector fueron la construcción del Hotel Tequendama antiguamente (Hotel Intercontinental Tequendama) y posteriormente del Centro Internacional Tequendama (un complejo de edificios de oficinas adyacente al hotel), así como también la construcción del Aeropuerto Internacional El Dorado, ya que al realizar la Avenida El Dorado, que comunica a la ciudad con el aeropuerto, convirtió al sector en un imán para los negocios. Además con la expansión que sufría la ciudad, poco a poco la zona se fue incluyendo en el centro de la misma.
Hacia los años 1960 y 1970 se estaban construyendo en el sector varios edificios de alturas superiores a los 20 pisos. Con lo cual las actividades comerciales de mayor escala dejaron de concentrarse en el sector de la Avenida Jiménez, el cual ha sido históricamente el centro de Bogotá. En 1972 se estableció el Hotel Hilton en la carrera Séptima con calle 33, el cual funcionó hasta 1991, en el lugar donde actualmente se encuentra la Ciudadela San Martín. 

Los años 1980 transcurrieron sin grandes cambios, pero a raíz del ascenso de nuevos sectores importantes y en aumento de la delincuencia todo el centro de Bogotá decayó, con lo cual surgieron los "centros" empresariales de la Avenida Chile (años 1980), la Calle 100 (años 1990) y Santa Bárbara (Calle 116) y Ciudad Salitre, (estos dos durante los años 1990 y comienzos de los 2000), además de que las actividades comerciales minoristas emigraron hacia sectores como Ferias, Siete de Agosto, Suba, Kennedy y Chapinero, aunque en su mayoría aún siguen concentradas en el sector de San Victorino (enmarcado dentro del eje comercial de la Avenida Jiménez).

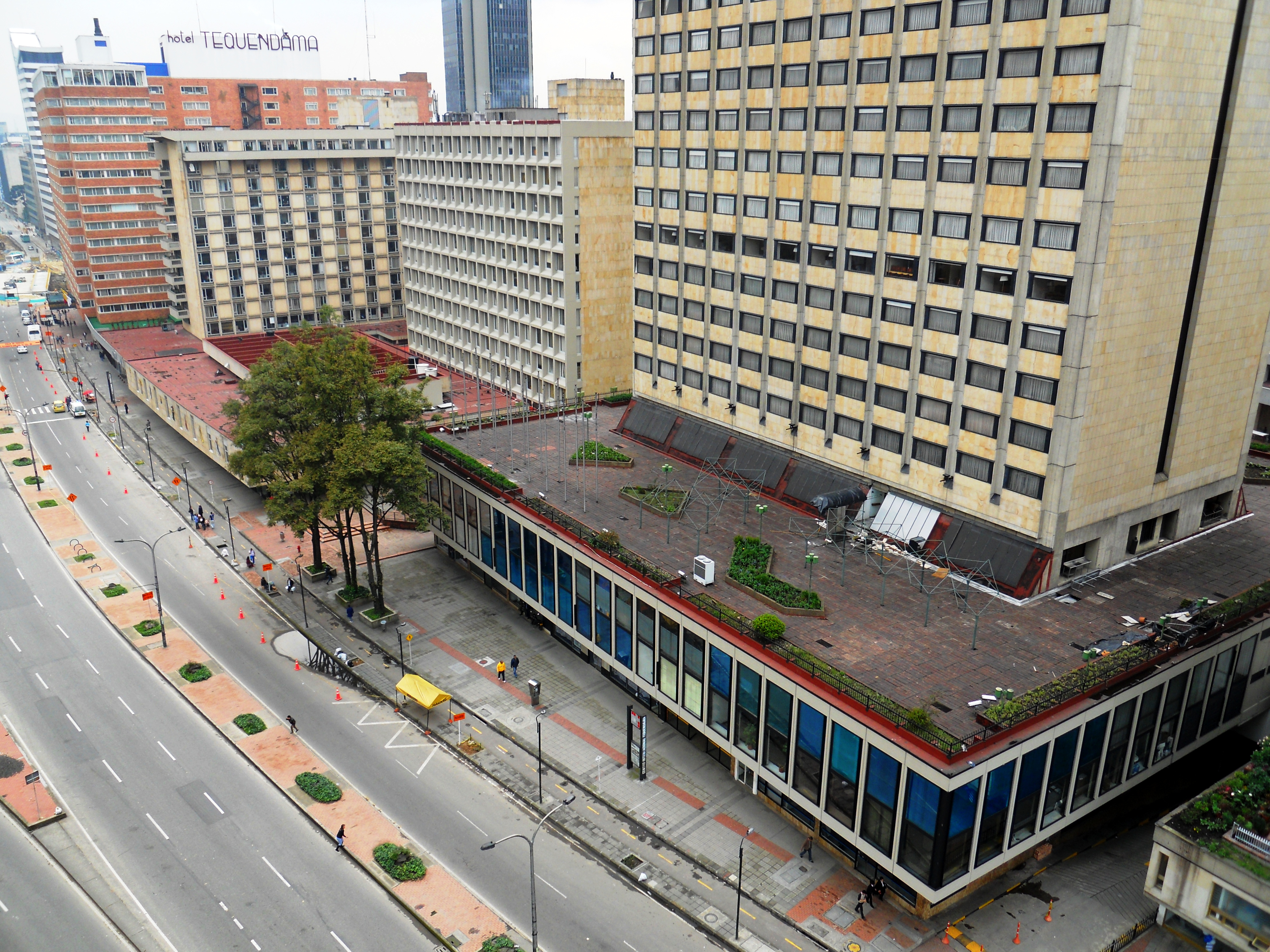
La carrera Décima a la altura del Centro Internacional.

Ante el nuevo resurgimiento del centro con obras como el Sistema TransMilenio y el Parque Tercer Milenio y la consolidación comercial del sector de San Victorino (uno de los sectores comerciales más antiguos de la ciudad), han generado que el centro esté recuperando con el paso de los años su nivel.